# Болехів (станція)
Болехів — проміжна залізнична станція Івано-Франківської дирекції залізничних перевезень Львівської залізниці на  лінії Стрий — Івано-Франківськ між станціями Долина (8 км) та Моршин (10 км). Розташована в однойменному місті Калуського району Івано-Франківської області.

## Історія
Станція відкрита 1 січня 1875 року, одночасно з введенням в експлуатацію залізниці Ерцгерцога Альбрехта.

## Пасажирське сполучення
На станції Болехів зупиняються приміські поїзди сполученням Івано-Франківськ — Стрий та поїзди далекого сполучення.
З 29 травня 2021 року почав курсувати регіональний поїзд «Прикарпатський експрес» сполученням Івано-Франківськ — Ківерці. З 4 червня 2022 року поїзду призначена тарифна зупинка на станції Болехів.
З 24 вересня 2022 року регіональний поїзд «Прикарпатський експрес» № 807/808 сполученням Львів — Коломия пришвидшує час в дорозі та має додаткову зупинку в Болехові (поїзд прямує через станції Івано-Франківськ, Калуш, Долина, Моршин та Стрий). На маршруті використовується дизель-поїзд ДПКр-3 українського виробництва.